# Selección de fútbol sub-21 de Francia
La selección de fútbol sub-21 de Francia (en francés: Equipe de France Espoirs), Conocido en Francia como Les Espoirs (pronunciación en francés: /ɛs.pwaʁ/, Las Esperanzas), es el equipo nacional de fútbol sub-21 de Francia y está controlado por la Federación Francesa de Fútbol. El equipo compite en el Campeonato de Europa Sub-21 de la UEFA, que se celebra cada dos años. El equipo fue previamente entrenado por el exentrenador de Toulouse Erick Mombaerts, sin embargo, tras el fracaso del equipo para clasificarse para el Campeonato de Europa Sub-21 de la UEFA de 2013 en octubre de 2012, accedió a abandonar el cargo.
Tras el realineamiento de las competiciones juveniles de la UEFA en 1976, se formaron equipos de fútbol sub-21 en Europa. El equipo está dirigido exclusivamente a jugadores de fútbol de 21 años o menos al inicio de la campaña de dos años del Campeonato de Europa Sub-21 de la UEFA, lo que significa que un jugador puede representar a la selección hasta los 23 años. Aimé Jacquet, ha habido una regla no escrita entre los entrenadores sénior de la selección nacional que los jugadores llamados a la selección nacional deben haber tenido experiencia previa internacional con el equipo sub-21. Debido a los antecedentes multiculturales del país, Francia produce regularmente jugadores de menos de 21 años que han jugado para equipos nacionales de otros países. Jugadores como Mourad Meghni, Issiar Dia, Sébastien Bassong y Hassan Yebda representaron a Francia con menos de 21 años antes de optar por representar a su país de origen a nivel sénior.
Francia ganó el Campeonato de Europa Sub-21 de la UEFA una vez en 1988. Entre los jugadores más destacados del equipo que jugó en la selección nacional mayor, destacan Laurent Blanc, Éric Cantona, Franck Sauzée y Jocelyn Angloma. Blanc fue nombrado Jugador de Oro del torneo. El mejor resultado del equipo desde entonces fue en 2002 cuando el equipo terminó subcampeón de la República Checa en Suiza. Aunque el equipo de 2002 produjo diez jugadores que jugaron para el equipo sénior, solo uno de ellos, Sidney Govou, se ha convertido en un internacional regular.
El equipo sub-21 de Francia no tiene un lugar permanente. El equipo juega en los estadios situados en toda Francia, sobre todo los terrenos de los clubes de la Ligue 2. Debido a la menor demanda en comparación con el equipo nacional mayor, las instalaciones más pequeñas se utilizan. Recientemente, el equipo sub-21 ha establecido el Stade Auguste-Delaune II, sede del estadio Reims, como residencia en casa después de haber jugado numerosos partidos allí durante las dos últimas temporadas.

## Jugadores

### Última convocatoria
- Convocados a la Eurocopa Sub-21 de 2025.[1]

| Nombre             | Posición       | Edad    | PJ | G   | Club                  |
| ------------------ | -------------- | ------- | -- | --- | --------------------- |
| Guillaume Restes   | Guardameta     | 20 años | 12 | -13 | Toulouse FC           |
| Obed Nkambadio     | Guardameta     | 22 años | 2  | -5  | Paris FC              |
| Robin Risser       | Guardameta     | 20 años | 1  | -1  | Red Star FC           |
| Castello Lukeba    | Defensa        | 22 años | 23 | 0   | RB Leipzig            |
| Quentin Merlin     | Defensa        | 23 años | 14 | 1   | Olympique de Marsella |
| Kiliann Sildillia  | Defensa        | 23 años | 12 | 0   | SC Friburgo           |
| Chrislain Matsima  | Defensa        | 23 años | 10 | 1   | FC Augsburgo          |
| Ismaël Doukouré    | Defensa        | 21 años | 9  | 0   | Racing de Estrasburgo |
| Christian Mawissa  | Defensa        | 20 años | 3  | 0   | AS Mónaco             |
| Nathan Zézé        | Defensa        | 19 años | 2  | 0   | FC Nantes             |
| Johann Lepenant    | Centrocampista | 22 años | 12 | 1   | Olympique de Lyon     |
| Lucien Agoumé      | Centrocampista | 23 años | 10 | 0   | Sevilla FC            |
| Andy Diouf         | Centrocampista | 22 años | 7  | 0   | RC Lens               |
| Soungoutou Magassa | Centrocampista | 21 años | 4  | 0   | AS Mónaco             |
| Djaoui Cissé       | Centrocampista | 21 años | 1  | 0   | Stade Rennes FC       |
| Félix Lemaréchal   | Centrocampista | 21 años | 1  | 0   | Racing de Estrasburgo |
| Mathys Tel         | Delantero      | 20 años | 11 | 5   | Tottenham Hotspur FC  |
| Wilson Odobert     | Delantero      | 20 años | 6  | 1   | Tottenham Hotspur FC  |
| Loum Tchaouna      | Delantero      | 21 años | 6  | 1   | SS Lazio              |
| Matthis Abline     | Delantero      | 22 años | 5  | 1   | FC Nantes             |
| Thierno Barry      | Delantero      | 22 años | 3  | 0   | Villarreal CF         |
| Jean-Mattéo Bahoya | Delantero      | 20 años | 1  | 1   | Eintracht Frankfurt   |
| Noah Edjouma       | Delantero      | 19 años | 0  | 0   | Toulouse FC           |
| Gérald Baticle     | Entrenador     | 55 años |    |     |                       |

### Más presencias
| # | Jugador                 | Período   | Partidos | Goles |
| - | ----------------------- | --------- | -------- | ----- |
| 1 | Mickaël Landreau        | 1997-2002 | 43       | 0     |
| 2 | Florent Sinama-Pongolle | 2005-2006 | 37       | 11    |
| 3 | Anthony Le Tallec       | 2002-2006 | 34       | 12    |
| 4 | Stéphane Dalmat         | 1998-2001 | 27       | 2     |
| 5 | Péguy Luyindula         | 1999-2002 | 26       | 14    |
| 5 | Sébastien Corchia       | 2009-2012 | 26       | 3     |
| 5 | Mikaël Silvestre        | 1995-1997 | 26       | 0     |

Fuente: Transfermarkt.
- Actualizado el 8 de septiembre de 2019

### Máximos goleadores
| # | Jugador                 | Período   | Goles | Partidos |
| - | ----------------------- | --------- | ----- | -------- |
| 1 | Péguy Luyindula         | 1999-2002 | 14    | 26       |
| 2 | Moussa Dembélé          | 2016-2019 | 13    | 23       |
| 2 | Sébastien Haller        | 2013-2016 | 13    | 20       |
| 3 | Anthony Le Tallec       | 2002-2006 | 12    | 34       |
| 4 | Florent Sinama-Pongolle | 2005-2006 | 11    | 37       |
| 4 | Nicolas Ouédec          | 1992-1994 | 11    | 18       |
| 5 | Bryan Bergougnoux       | 2003-2006 | 10    | 21       |

Fuente: Transfermarkt.
- Actualizado el 8 de septiembre de 2019

## Plantel Técnico
Al 9 Septiembre 2013
| Posición               | Nombre              | Nacionalidad       |
| ---------------------- | ------------------- | ------------------ |
| Entrenador             | Sylvain Ripoll      | Bandera de Francia |
| Asistente Técnico      | Patrice Gonfalone   | Bandera de Francia |
| Asistente Técnico      | José Alcocer        | Bandera de Francia |
| Entrenador de Arqueros | Sylvain Matrisciano | Bandera de Francia |
| Doctor                 | François Brochet    | Bandera de Francia |
| Fisioterapeuta         | Guy Puravet         | Bandera de Francia |

## Palmarés
- Campeonato Sub-21 de la UEFA

Campeones (1): 1988
Finalistas (1): 2002
- International Espiras de Toulon

Campeones (11): 2007, 2006, 2005, 2004, 1997, 1989, 1988, 1987, 1985, 1984, 1977
Finalistas (11): 2009, 1998, 1996, 1995, 1993, 1991, 1986, 1980, 1978, 1976, 1975